# Astrid Schween
Astrid Schween (* 1964 in New York City) ist eine US-amerikanische Cellistin und Hochschullehrerin.

## Leben und Wirken
Schween debütierte als Jugendliche mit dem New York Philharmonic Orchestra unter Zubin Mehta und erwarb den Bachelor- und Mastergrad an der Juilliard School, wo sie zweimal den Juilliard Cello Price gewann. Ihre Lehrer waren Harvey Shapiro, Leonard Rose, Channing Robins und Ardyth Alten, außerdem Bernard Greenhouse, H. T. Ma, Eugene Moye und in London Jacqueline du Pré. Zudem war sie Teilnehmerin des Marlboro Music Festival und der William Pleeth Cello Master Classes der Britten-Pears School in Aldeburgh.
Als Mitglied des Lark Quartet gewann Schween mehrere Preise, darunter den Naumburg Chamber Music Award in London. Sie spielte zahlreiche CDs ein und wirkte an der Aufführung von Auftragskompositionen u. a. Aaron Jay Kernis', Peter Schickeles, Jennifer Higdons, Daniel Bernard Roumains, Julia Wolfes und Libby Larsens sowie der Uraufführung von Kenneth Frazelles Ballettmusik Still/Here für den Choreographen Bitt T. Jones mit.
Schween trat bei zahlreichen internationalen Musikfestivals (darunter auch dem Schleswig-Holstein Musik Festival) auf, unternahm eine Tournee durch die USA, Kanada, Mexiko, Europa, Japan, Singapur, Australien und Neuseeland und gab Konzerte u. a. in der Carnegie Hall, im Lincoln Center und im Concertgebouw, im Wiener Musikverein, der Opéra Bastille, der Wigmore Hall und der Library of Congress. Häufig war sie Gast der Boston Chamber Music Society, der Memphis Chamber Music Society und des InterHarmony International Music Festival. Zu ihren bevorzugten Rezitalpartnern zählen die Pianisten Randall Hodgkinson. und Michael Gurt. Auf Einladung von James Ehnes war sie von 2016 bis 2018 jährlich Teilnehmerin des Seattle Chamber Music Festival.
An der University of Massachusetts wurde Schween Nachfolgerin von Matt Haimovitz als Professorin für Cello. Weiterhin unterrichtete sie an der Hartt School of Music, am Mount Holyoke College und am Interlochen Center for the Arts. 2016 wurde sie als Nachfolgerin von Joel Krosnick Mitglied des Juilliard String Quartet und wurde Mitglied der Fakultät für Cello an der Juilliard School. Daneben trat sie weiter als Solistin (u. a. mit Edward Elgars Cellokonzert) auf. 2017 nahm sie Gordon Greens Rhapsody for solo cello and electrinoc sowie Alben mit dem Boston Trio und dem Juilliard String Quartet auf. Beim Perelman Music Program wurde sie Nachfolgerin von Ronald Leonard.

## Weblink
- Homepage von Astrid Schween